# マルセル・イルハン
マルセル・イルハン（Marsel İlhan ウズベク語: Marsel Qahhorovich Hamdamov , 1987年6月11日 - ）は、トルコの男子プロテニス選手。ソビエト連邦時代のウズベク共和国のサマルカンドに生まれ、トルコのイスタンブールに在住している。2009年全米オープンにおいて、トルコ人初の4大大会シングルス本戦出場を果たした。自己最高ランキングはシングルス77位、ダブルス564位。身長190cm。右利き、バックハンド・ストロークは両手打ち。フォアハンドのクロスコートへのショット（コートの対角線方向に打つショット）を得意にする選手。

## 来歴
イルハンは6歳からテニスを始め、幼少時代からエフゲニー・カフェルニコフに憧れて育った。2006年に19歳でプロ入りし、2007年から男子テニス国別対抗戦デビスカップトルコ代表選手に選ばれる。2008年ウィンブルドン選手権で4大大会予選に初出場。それから2009年ウィンブルドン選手権までは、5大会連続で予選1回戦止まりだった。2009年全米オープンで、イルハンは初めて予選3試合を勝ち抜き、トルコ人選手として史上初のシングルス本戦出場を成し遂げた。本戦1回戦でもクリストフ・ロクスを3-6, 6-3, 3-6, 7-5, 7-5で破り、史上初のシングルス本戦勝利を成し遂げる。この快挙は男子ツアー公式サイトでも「イルハン、トルコに歴史を刻む」との賞賛を得た。続く2回戦では、アメリカの長身選手ジョン・イスナーに3-6, 4-6, 6-7(1)のストレートで敗れた。全米オープンの1か月後、イルハンは楽天ジャパン・オープンで来日する。予選2試合で日本の近藤大生と杉田祐一を連破して本戦入りし、本戦1回戦でガエル・モンフィスに敗退した。
2010年全豪オープンでも、イルハンは予選3試合を勝ち抜いて本戦入りした。本戦1回戦ではフランスのベテラン選手、セバスチャン・グロジャンを6-4, 6-3, 7-5のストレートで破り、前年度の全米に続いて2大会連続初戦突破を果たす。全豪の2回戦では、第11シードのフェルナンド・ゴンサレスに3-6, 4-6, 5-7のストレートで敗れた。全仏オープンでは予選で敗退したが、ウィンブルドン選手権では予選を勝ち上がり、1回戦を突破した。
2011年全仏オープンでは予選を勝ち上がり大会初出場を果たした。1回戦で故障明けのトミー・ハースを6-4, 4-6, 7-6(1), 6-4で破り4大大会全てで初戦突破を果たした。

## 4大大会シングルス成績
略語の説明
| W | F | SF | QF | #R | RR | Q# | LQ | A | Z# | PO | G | S | B | NMS | P | NH |

W=優勝, F=準優勝, SF=ベスト4, QF=ベスト8, #R=#回戦敗退, RR=ラウンドロビン敗退, Q#=予選#回戦敗退, LQ=予選敗退, A=大会不参加, Z#=デビスカップ/BJKカップ地域ゾーン, PO=デビスカップ/BJKカッププレーオフ, G=オリンピック金メダル, S=オリンピック銀メダル, B=オリンピック銅メダル, NMS=マスターズシリーズから降格, P=開催延期, NH=開催なし.
| 大会           | 2008 | 2009 | 2010 | 2011 | 2012 | 2013 | 2014 | 2015 | 2016 | 2017 | 通算成績 |
| -------------- | ---- | ---- | ---- | ---- | ---- | ---- | ---- | ---- | ---- | ---- | -------- |
| 全豪オープン   | A    | LQ   | 2R   | 1R   | LQ   | LQ   | LQ   | 1R   | LQ   | A    | 1–4      |
| 全仏オープン   | A    | LQ   | LQ   | 2R   | LQ   | LQ   | LQ   | 1R   | 1R   | A    | 1–3      |
| ウィンブルドン | LQ   | LQ   | 2R   | LQ   | LQ   | A    | 1R   | 2R   | LQ   | A    | 2–3      |
| 全米オープン   | LQ   | 2R   | LQ   | 2R   | LQ   | LQ   | LQ   | 2R   | LQ   | A    | 3–3      |